# María del Carmen Navarro Cruz
María del Carmen Navarro Cruz (Macael, 3 de gener de 1960) és una política espanyola membre del Partit popular (PP). És diputada per Almeria des del 29 de novembre de 2016 per a la XII legislatura. Anteriorment va ser diputada en les IX i X legislatures.

## Biografia

### Professió
María del Carmen Navarro Cruz és llicenciada en periodisme, en publicitat i relacions públiques, diplomada en ciències de l'educació, i màster en comunicació social i en direcció comercial i màrqueting.

### Carrera política
Ha sigut diputada al Parlament d'Andalusia i diputada provincial en la diputació d'Almeria. Ha sigut diputada nacional de 2008 a 2015. És vicepresidenta de la federació popular d'Almeria i membre del comitè executiu regional.
El 29 de novembre de 2016, va resultar triada per Almeria al Congrés dels diputats, reemplaçant a Eloísa Cabrera, qui havia dimitit.